# بروزة
بروزة: (باليونانية:Πρέβεζα)، (بالإنجليزية:Preveza)، مدينة يونانية تقع في غرب البلاد، وهي عاصمة مقاطعة تحمل نفس الاسم ضمن منطقة غرب اليونان الإدارية.

## الموقع، السكان والتسمية
تحتل المدينة موقعاً استراتيجياً على الشاطئ الشمالي للمضيق الذي يفصل مياه الخليج الأمفراكي من الشرق عن البحر الأيوني من الغرب، حيث يبلغ عرض هذا المضيق عند بروزة حوالي 1.2 كيلومتر.
تبعد بروزة مسافة 21 كيلومتر عن ليفكاذا، 48 كيلومتر عن آرتا، ومسافة 435 كيلومتر عن أثينا.
يبلغ عدد سكان المدينة حوالي 20 ألف ومن المعتقد أن تسمية بروزة تعود للغة الألبانية وهي مشتقة من كلمة تعني العبور أو مكان العبارة.

## التاريخ
تقع بروزة فوق موقع مدينة برينيكيا (Berenikia) القديمة التي أوجدها بيروس الإبيري (Pyrrhus) عام 290 ق.م. لتخليد ذكرى زوجة أبيه بيرينيس (Berenice). أما المدينة الحالية فقد ازدهرت بعد تراجع أهمية نيكوبوليس في القرن الحادي عشر للميلاد، عندما تراجع النفوذ البيزنطي عن المنطقة، وازدياد أهمية بروزة نظراً لموقعها الاستراتيجي على رأس الخليج الأمبراسي فأصبحت المحطة التجارية الأولى في كل من إبيروس وإيتوليا-أكارنانيا.
وبسبب موقعها الاستراتيجي أصبحت في القرون الوسطى البوابة البحرية لليونان الغربي وتنازعت عليها الدول فقد سيطر عليها النورمانديون، الفينيسيون، الفرنجة وأخيراً العثمانيون عام 1699 بعد معاهدة كارلوفيتز.
سيطرت عليها فرنسا عام 1797 مع باقي الجزر الأيونية، ولكن علي باشا باشا إبيروس أعاد احتلالها بعد ذلك بعام عندما انتصر على سكانها المتحصنين في أثار نيكوبوليس، ومن الأحداث المشهورة بعد تلك المعركة أخذ علي باشا لـ 147 أسير مشياً إلى القسطنطينية حاملين معهم هرماً مكوناً من جماجم باقي المقاتلين الذين سقطوا في المعركة لإرضاء الباب العالي.
في عام 1881 أصبحت المدينة تشكل الحدود الفاصلة بين اليونان والسلطنة العثمانية بين طرفي المضيق، ولكن القوات اليونانية سرعان ماسيطرت عليها عام 1912 بعد الانتصار الساحق على الأتراك خلال الحرب البلقانية الأولى.

## متفرقات
- ترتبط المدينة بالجزء المقابل من المضيق والتابع لمقاطعة إيتوليا-أكارنانيا عبر نفق تحت بحري يمر تحت الخليج الأمفراكي بني حديثاً ليسهل المواصلات بين مناطق اليونان الغربية.

- تقع آثار مدينة نيكوبوليس القديمة على مسافة 5 كيلومتر إلى الشمال من بروزة.
- من أهم معالم المدينة قلاعها الأربع والتي تعود للفترة الفينيسية، الإفرنجية والعثمانية، وهي قلعة القديس أندرياس (أغيوس أندرياس)، قلعة القديس جيورجيو (أغيوس يورغيوس) ترتيط هاتان القلعتان مع بعضهما عبر خندق مائي كبير، قلعة بانتوكراتورا (Pantokratora)، وحصن أكتيوم (Actium).
- من المعالم الأخرى برج الساعة العثماني، وعدد من البيوت التي تعود للقرن التاسع عشر.
- توجد في المدينة كليات العلوم الاقتصادية للمعهد التقني العالي الإبيروسي.

## معرض صور

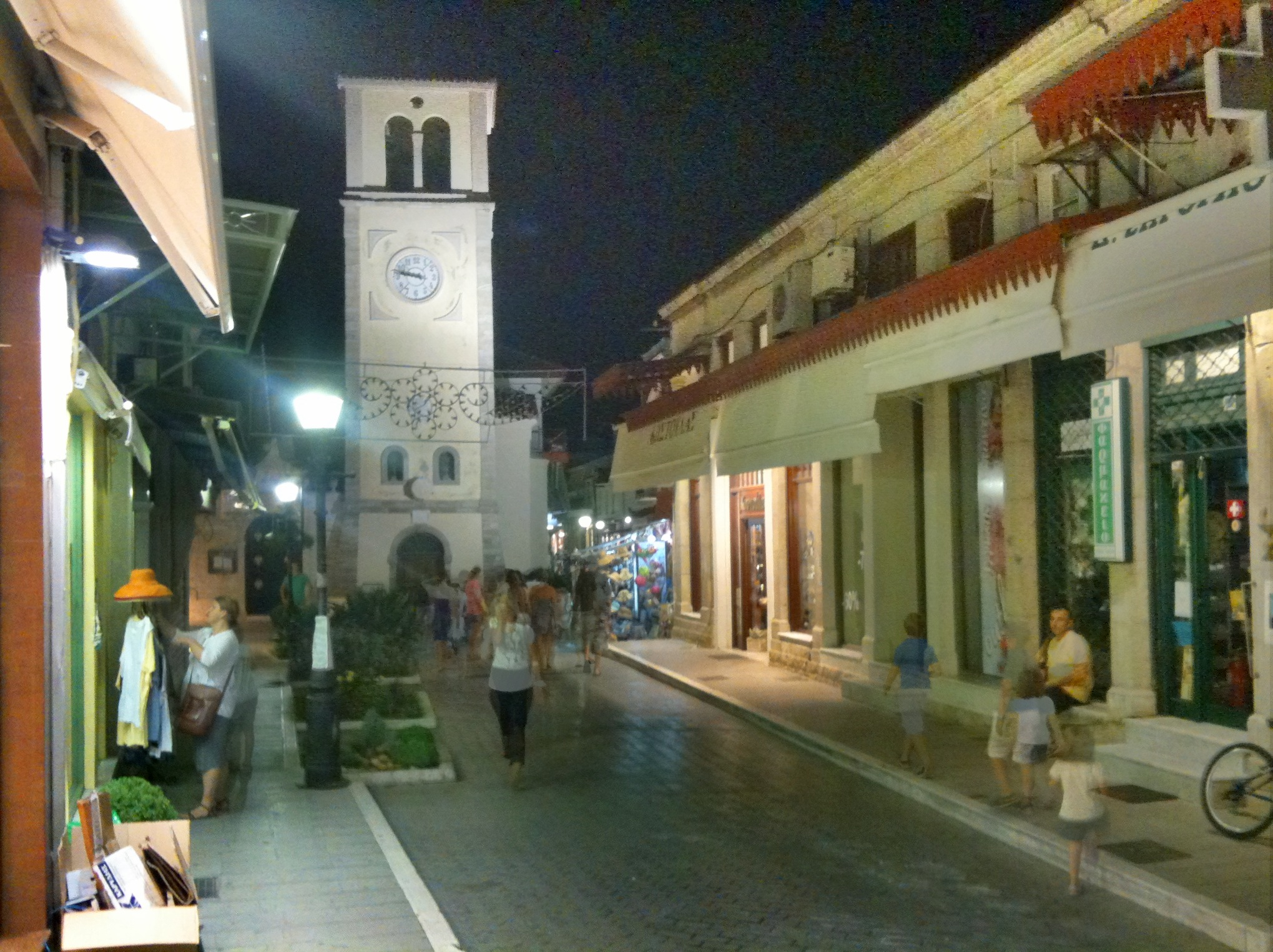
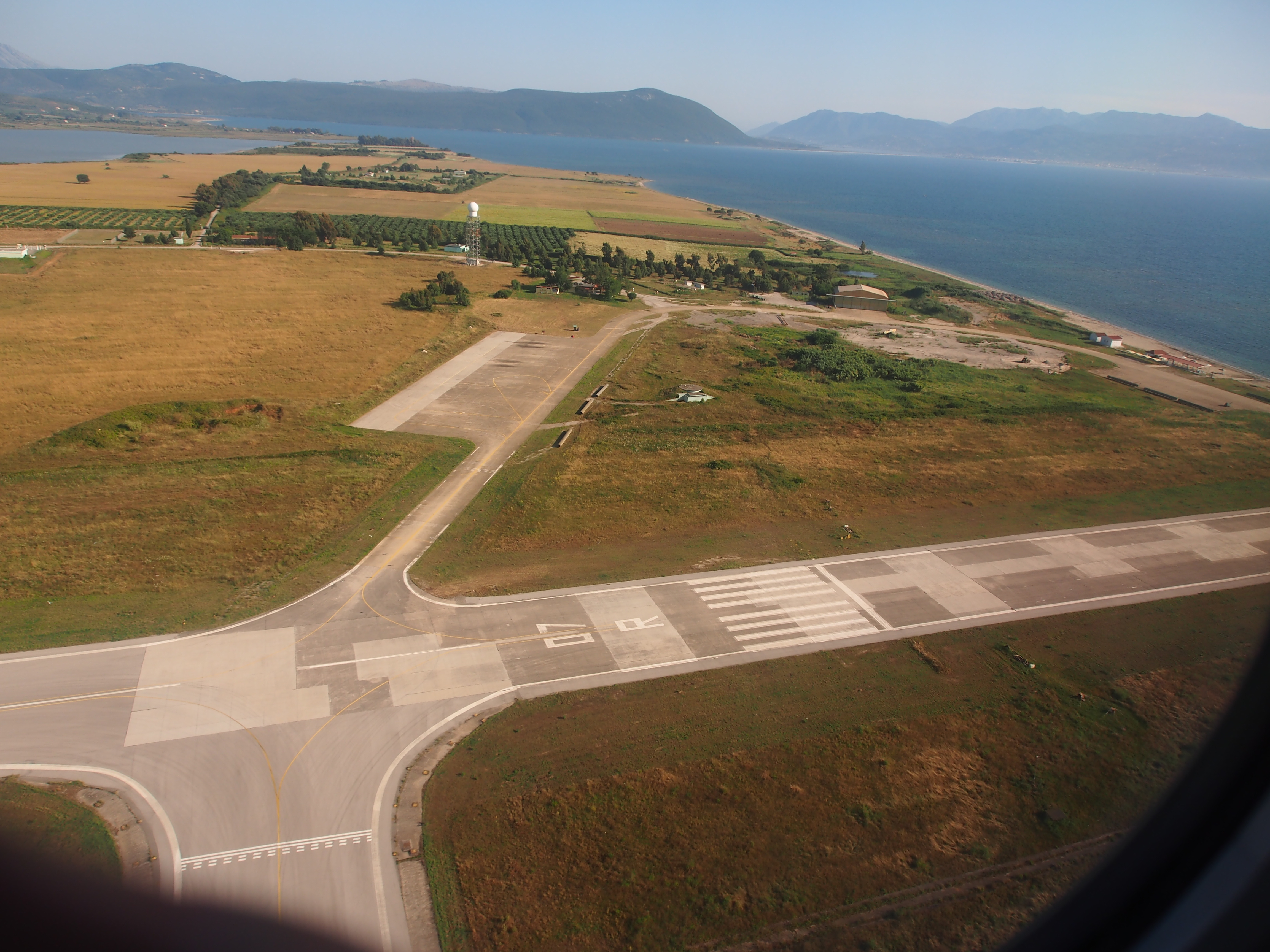
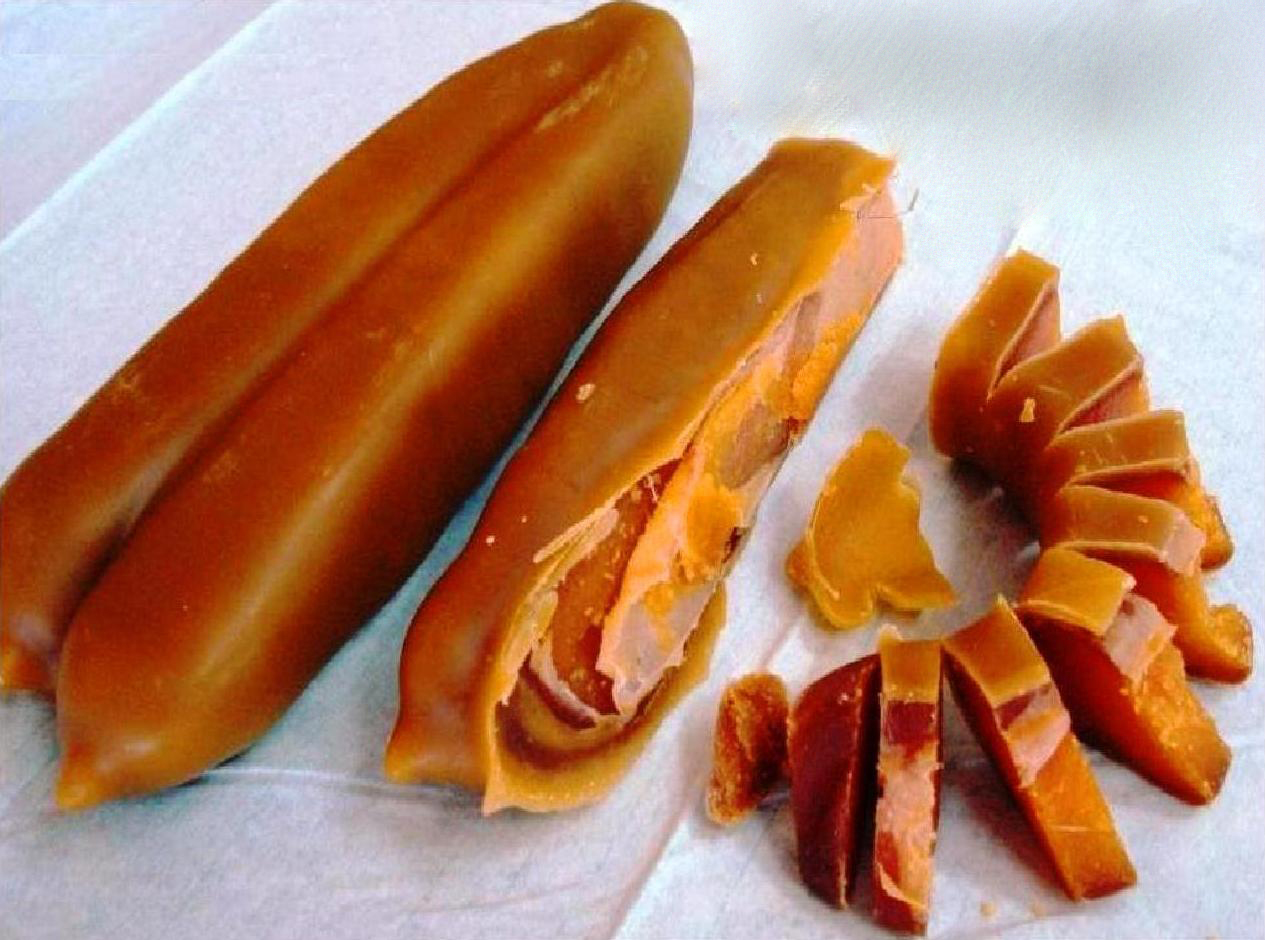
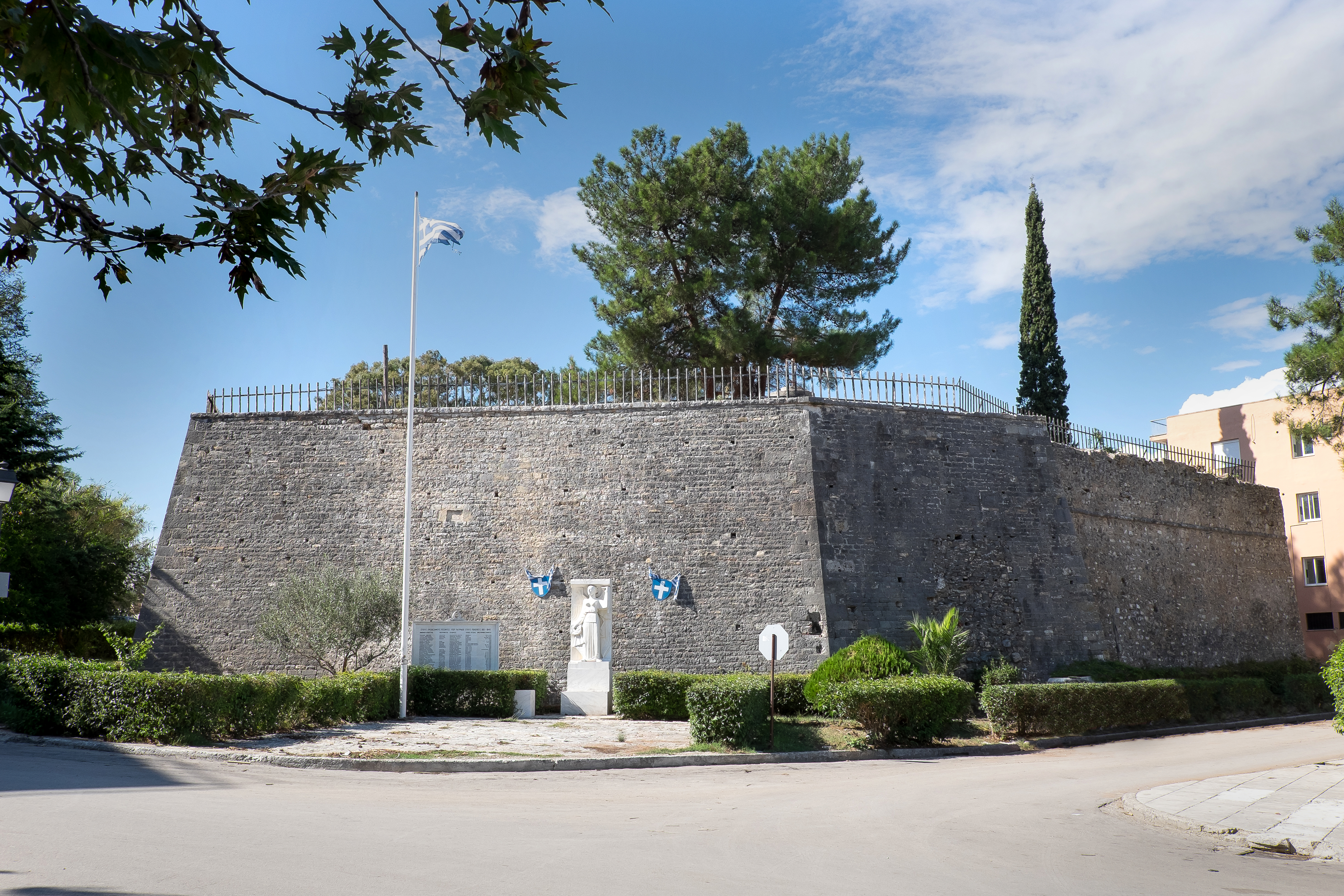
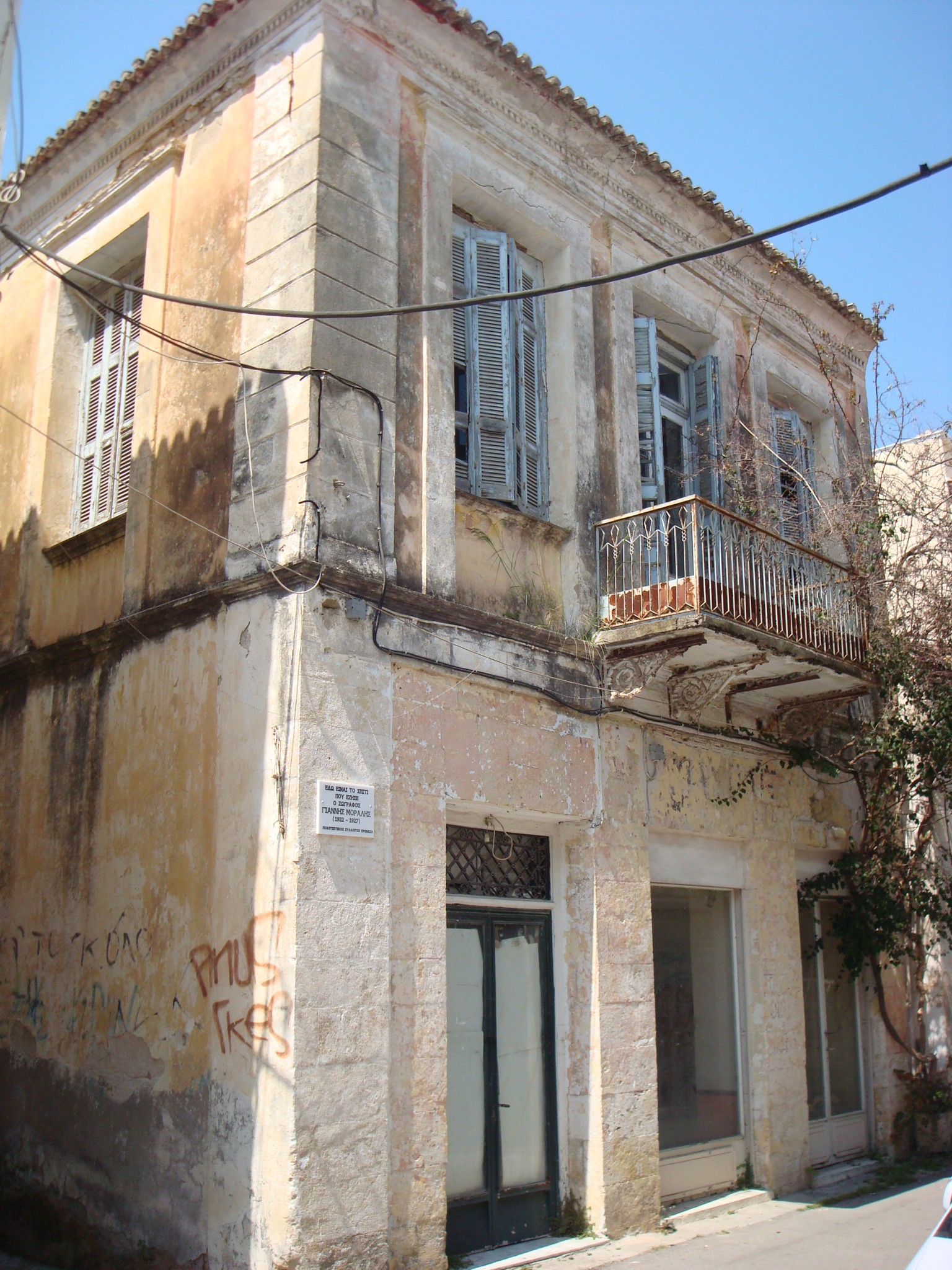